# Cyphonisia soleata
Cyphonisia soleata là một loài nhện trong họ Barychelidae. Loài này phân bố ờ Kameroen.